# Amancy
Amancy este o comună în departamentul Haute-Savoie din sud-estul Franței. În 2009 avea o populație de 1.941 de locuitori.

## Evoluția populației
| An        | 1975  | 1982  | 1990  | 1999  | 2006  | 2009  |
| --------- | ----- | ----- | ----- | ----- | ----- | ----- |
| Populație | 1.131 | 1.403 | 1.640 | 1.756 | 1.872 | 1.941 |